# 雪印メグミルク
雪印メグミルク株式会社（ゆきじるしメグミルク）は、東京都新宿区に本社を、北海道札幌市東区に本店を置く、日本の乳製品メーカー。
雪印乳業株式会社（雪印）と日本ミルクコミュニティ株式会社（メグミルク）の経営統合により、2009年10月1日に両社の持株会社として設立。2011年4月1日に2社を吸収合併し事業会社となった。

## 経緯
雪印乳業を中心とした雪印グループは、2000年の集団食中毒事件と2002年の牛肉偽装事件により、雪印食品は2002年4月30日限りで廃業、雪印乳業は2003年1月1日に市乳部門を分割し日本ミルクコミュニティを創設するなど、事実上の解体を余儀なくされた。
しかし、その後の乳価高騰などの影響から、2009年1月27日、雪印乳業と日本ミルクコミュニティは経営統合を発表。同年10月1日に、両者が共同株式移転を行い、共同持株会社として雪印メグミルク株式会社が設立されるに至った。
2010年10月14日、2011年4月をめどに子会社の雪印乳業と日本ミルクコミュニティを吸収合併することを発表、2011年4月1日に2社を吸収合併し、事業会社としての雪印メグミルクが発足した。
2012年11月13日には、協同乳業と資本・業務提携することで合意し、協同乳業の株式約20%を取得して持分法適用関連会社とした。
営業上の本社は東京都新宿区四谷本塩町5-1（旧住所・本塩町13、最寄駅は四ツ谷駅）。登記上の本店は北海道札幌市東区苗穂町6丁目1-1（最寄り駅は苗穂駅：北海道統括支店・札幌工場内）。これは旧・雪印乳業時代から変わっていない。

## CI

### コーポレートスローガン
- 「未来は、ミルクの中にある。」（2010年4月から2025年3月まで）
- 「Love Earth. Love Life.」（2025年4月より）

### コーポレートシンボル・ロゴ

2011年4月から2025年3月までのCI

同社のコーポレートシンボル（マーク）は2011年4月から2025年3月までは「スノーミルククラウン」と呼ばれ、旧雪印乳業のマークである雪の結晶を、旧日本ミルクコミュニティのマークを元にした「ミルククラウン」の意匠で囲ったマークとなっていた。同年4月からは旧雪印乳業時代と同様に雪の結晶のみをモチーフとしたマークとなったが、全体的に丸く、簡素化されたものにデザインが変更されている。
また、コーポレートロゴ（ロゴタイプ）については持株会社時代の2010年4月から2025年3月まで、「雪印」は旧雪印乳業から踏襲した明朝体で、続いてゴシック体の「メグミルク」と前後で書体が異なっていたが、同年4月からは「雪印」と「メグミルク」が同一の丸ゴシック体に統一された。
製品パッケージへの表記については、2025年4月1日の正式改定に先立ち、同年3月より一部製品（雪印コーヒーの一部、ナチュレ恵megumi、雪印スライスなど）からリニューアルやパッケージデザイン変更のタイミングで新コーポレートシンボル・ロゴへの切り替えが開始されていた（具体的な詳細は後述参照）。通常はコーポレートシンボルとロゴを横並びに配置しているが、製品によってはコーポレートシンボルの下に小さくロゴを配置している場合がある。2025年3月までのコーポレートシンボル・ロゴでは一部の製品でミルククラウンの上半分を囲うように小さくロゴを配置するバージョンも存在していた。
なお、「Dole」や「農協 野菜Days」はパッケージにコーポレートシンボルやロゴを表記していない。

## 沿革
本稿では、雪印メグミルクの設立以降の沿革を述べる。雪印乳業・日本ミルクコミュニティの沿革は各詳細記事を参照のこと。
- 2009年10月1日 - 雪印乳業株式会社、日本ミルクコミュニティ株式会社の共同株式移転により、持株会社として雪印メグミルク株式会社を設立。
- 2011年4月1日 - 雪印メグミルク株式会社が雪印乳業株式会社、日本ミルクコミュニティ株式会社を吸収合併し、事業会社化。
- 2011年7月15日 - 通信販売限定製品「うるおいの恵み」発売[13]。本製品より製品パッケージへのコーポレートシンボル並びに社名フォントの導入を開始。
- 2012年3月31日 - 期間満了に伴うザ・ハーシー・カンパニー社とのライセンス契約解消により、当社で製造・販売していた日本における「HERSHY'S」ブランドの飲料・プリン・ホイップクリームの製造・販売を終了[14]。
- 2013年3月19日 - 乳飲料「MEGMILKおなかにやさしく」を「MEGMILKアカディ」にリニューアル発売し、約4年ぶりに「アカディ」ブランドを復活する[15]。
- 2013年6月11日 - 「とことんパインとヨーグルト」を発売[16]。本製品以降に発売された新製品・リニューアル品より、合併後も引き続き使用していた「MEGMILK」ブランドが順次使用されなくなる（ただしこれ以降も、一部「MEGMILK」ブランドが残る製品がある）。
- 2014年3月11日 - 当社が販売する牛乳類のうち、「雪印メグミルク牛乳（「メグミルク牛乳」から改名）」、「毎日骨太（「1日分のカルシウム」、「1日分のカルシウム コーヒー風味」を含む）」、「アカディ（「MEGMILKアカディ」から改名）」、「特濃（「MEGMILK特濃4.5」から改名、北海道は未発売）」をリニューアル発売してパッケージデザインを統一し、新たに、「ビフィズス菌入りミルク」を関東から九州地区限定で発売[17]。
- 2017年6月6日 - 子会社の「いばらく乳業」（茨城県水戸市）が製造し、学校給食で提供された「水戸ホーリーホック牛乳」に異臭がするなどの訴えが児童や生徒から相次ぎ、379人が吐き気などの体調不良を訴えたことが明らかになった[18]。
- 2019年1月9日 - 持分法適用会社である株式会社ベルネージュダイレクトを子会社化（非連結）[19][20][21]。
- 2021年4月7日 - 200億円を投資し新設した「北海道磯分内工場バター新棟」の起動式を実施[22][23]。
- 2025年4月1日 - 同年5月17日に旧雪印乳業の創始者・宇都宮仙太郎がその源流となる有限責任北海道製酪販売組合を設立してから通算1世紀（100年）を迎えるのに伴って設立以来初めてコーポレート・アイデンディティ（CI）が刷新され、コーポレートスローガンを「Love Earth. Love Life.」へ改定[24]。

## 商品
- 雪印メグミルクおいしい牛乳 - 日本ミルクコミュニティ時代に発売されていた「メグミルク牛乳」が起源。2025年3月のリニューアルに伴って「おいしい雪印メグミルク牛乳」から改名。
- 毎日骨太（乳飲料/ヨーグルト/プロセスチーズ/スキムミルク）
- アカディ（牛乳類）
- 特濃（牛乳類）
- 雪印コーヒー（乳飲料/デザート）
- ソフトカツゲン（乳酸菌飲料）
- Dole（果汁飲料）
- 農協 野菜Days（野菜系飲料）
- Plant Label（植物性ドリンク/植物油脂加工品）
- 恵 megumi（ヨーグルト）
- 牧場の朝（ヨーグルト/プロセスチーズ）
- プルーンFe（ヨーグルト/プロセスチーズ）
- クリーム&（デザート） - 2025年3月に「CREAM SWEETS」からブランド名を変更
- 栗原さんちのおすそわけ（デザート）
- フレッシュ（クリーム）
- ホイップ（クリーム）
- 雪印北海道バター（バター）
- ネオソフト（マーガリン）
- 雪印スライス（プロセスチーズ） - 2025年3月のパッケージ変更に伴い商品名に"雪印"が復活
- 6Pチーズ（プロセスチーズ）
- ベビーチーズ（プロセスチーズ）
- 雪印北海道100（プロセスチーズ/ナチュラルチーズ） - ナチュラルチーズにはカマンベールチーズや「さけるチーズ」などが含まれる
- 北海道練乳
- ぴゅあ（育児用粉ミルク）
- たっち（育児用粉ミルク）

### 製造・販売を終了した商品
- 雪印牛乳（北海道を除く）
  - 「雪印メグミルク牛乳」へのブランド集約により北海道地方限定発売に移行
- 農協牛乳
  - 筆頭株主であるJA全農（全国農業協同組合連合会）の方針で地域ごとにブランド使用許諾することになったためこの会社での製造を終了した。本州主要都市ではJA全農共々出資する「協同乳業」社が許諾され提供しているが、福岡県など消滅した地域も少なくない。

## 工場
◇印は旧・雪印乳業工場、◆印は旧・日本ミルクコミュニティの工場。なお、旧・日本ミルクコミュニティの工場の住所後に記載の英数字は製造工場番号（一部製品のパッケージにも一覧表が記載されており、どこの工場で生産されたのかが一目でわかるようになっている）
- 札幌工場◆（北海道札幌市東区・A01または記載なし） - 登記上の本店所在地
- 大樹工場◇（北海道広尾郡大樹町）
- 磯分内工場◇（北海道川上郡標茶町）
- 興部工場◇（北海道紋別郡興部町）
- 幌延工場◇（北海道天塩郡幌延町）
- なかしべつ工場◇（北海道標津郡中標津町）
- 別海工場◇（北海道野付郡別海町）
- 阿見工場（茨城県稲敷郡阿見町）
- 川越工場◆（埼玉県川越市）
- 野田工場◆（千葉県野田市・C04）
- 海老名工場◆（神奈川県海老名市・C07）
- 豊橋工場◆（愛知県豊川市・E01）
- 京都工場池上製造所◆（京都府南丹市・F01）
- 京都工場◆（京都府南丹市・F02）
- 神戸工場◆（兵庫県神戸市西区・F03）
- 福岡工場◆（福岡県福岡市南区・G01）

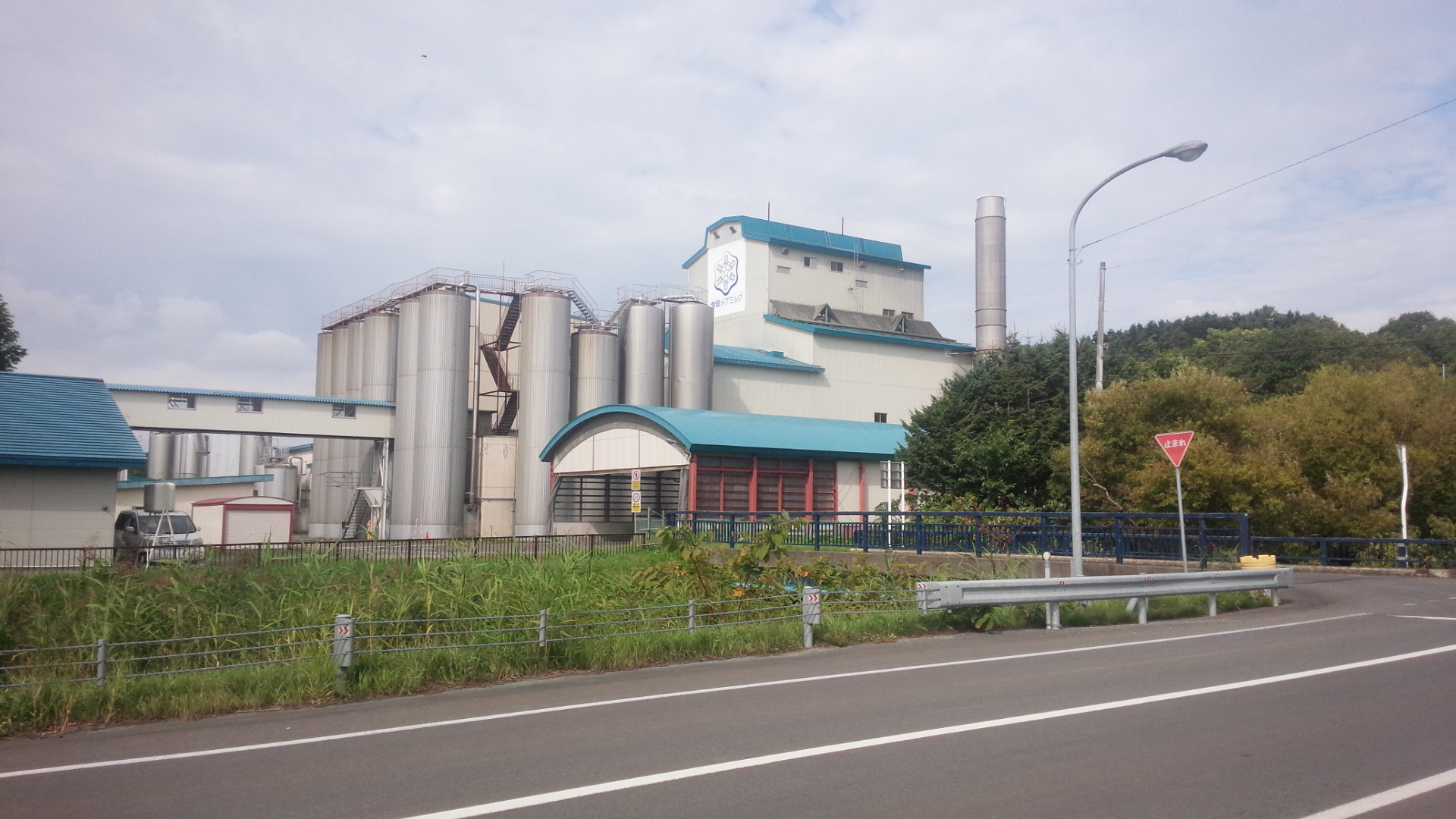
幌延工場
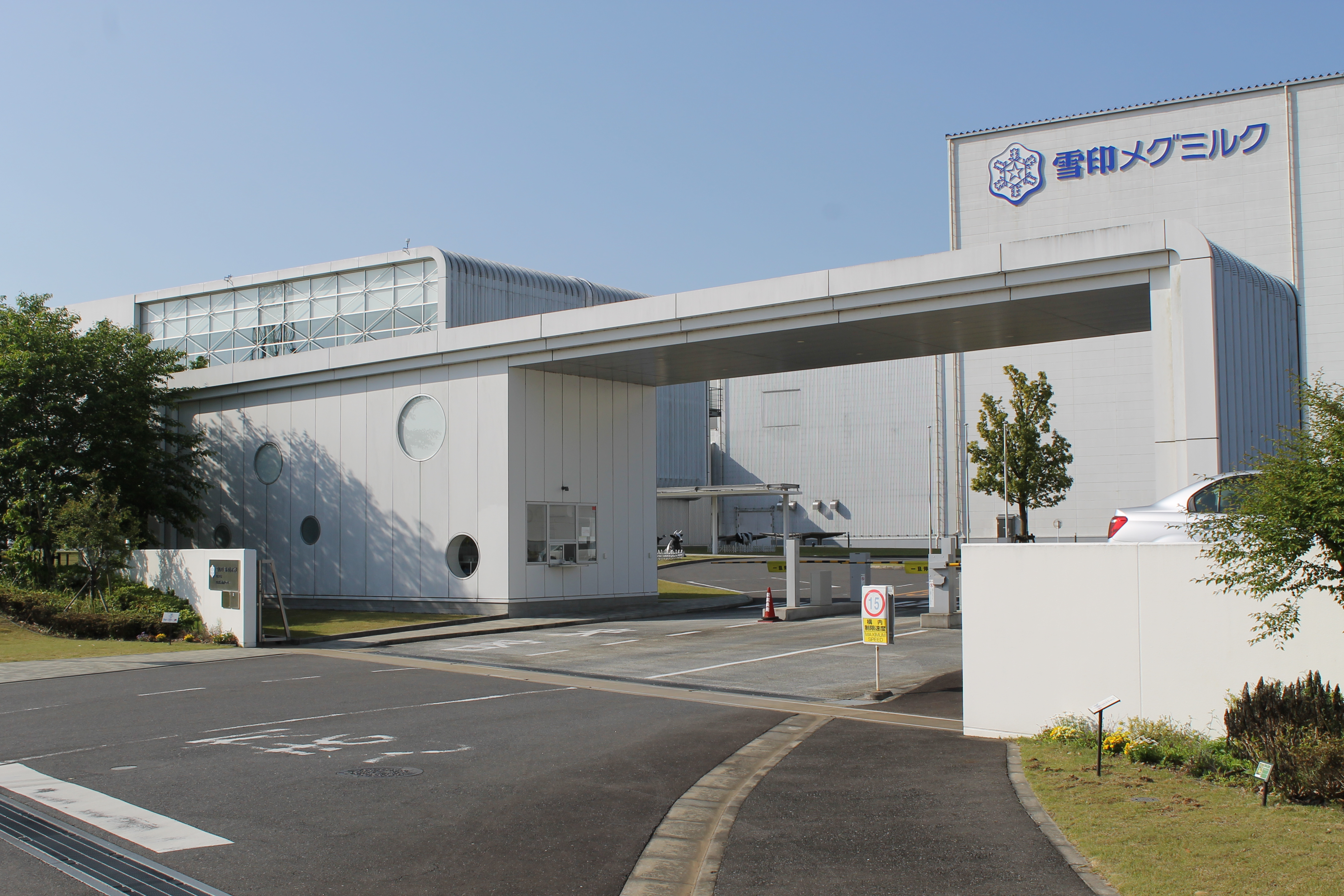
阿見工場 雪印メグミルク発足後の2013年に建設された
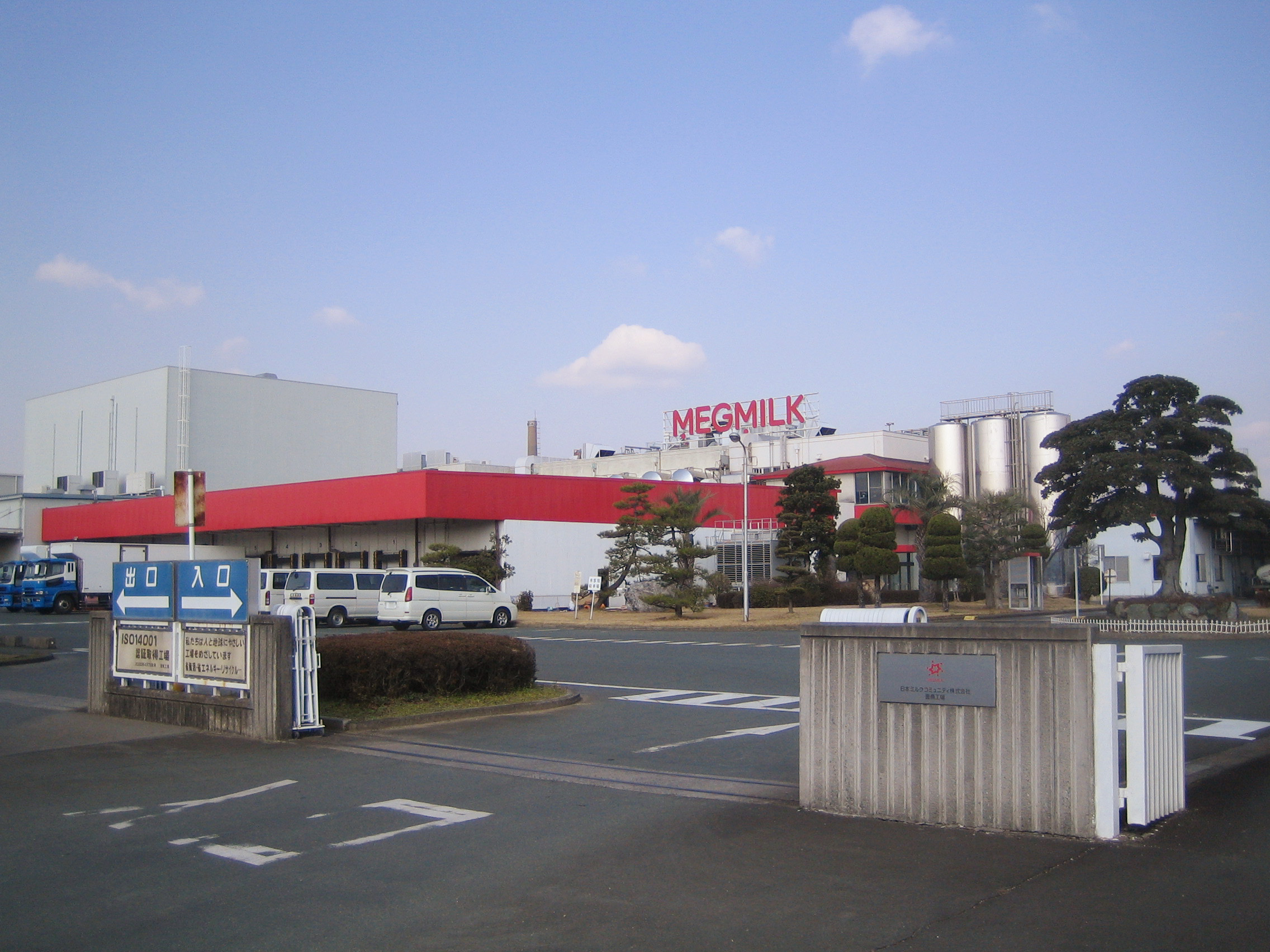
豊橋工場 （日本ミルクコミュニティ時代の2006年撮影）
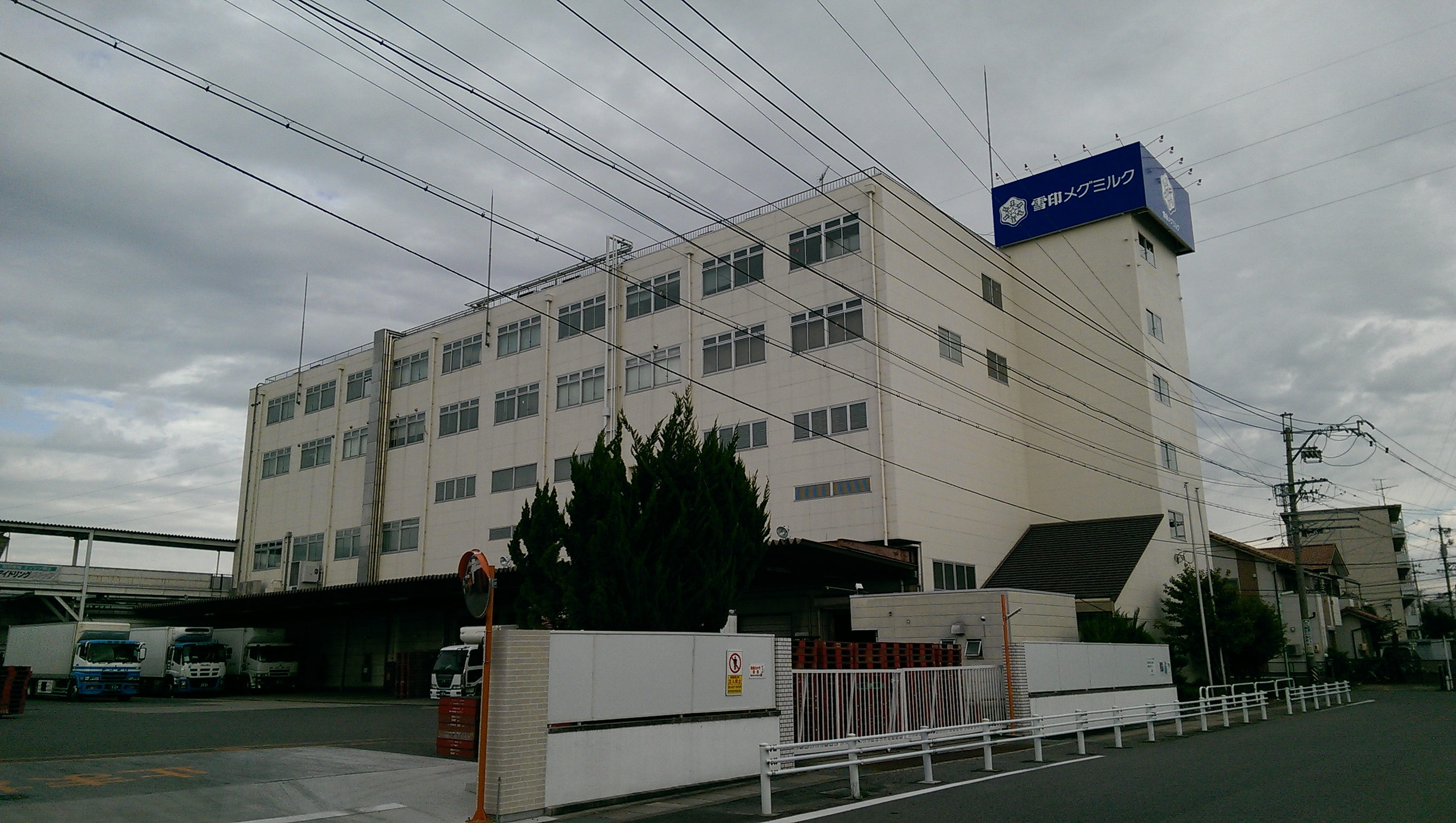
名古屋工場

### かつて存在した工場
- 富里工場◆（千葉県富里市・C05）海老名工場へ統合[25]。
- 日野工場◆（東京都日野市・C06）海老名工場へ統合[25]。
- 厚木マーガリン工場◇（神奈川県海老名市）2014年度に閉鎖、阿見工場へ統合[26][27]。
- 横浜チーズ工場◇（神奈川県横浜市緑区）2014年度に閉鎖、阿見工場へ統合[26][28]。
- 関西チーズ工場◇（兵庫県伊丹市）2014年度に閉鎖、阿見工場へ統合[26][29]。
- 名古屋工場◆（愛知県名古屋市守山区・E02）2019年度に閉鎖、豊橋工場へ統合[30]。

## 関係会社

### 製造・販売子会社
- 雪印ビーンスターク株式会社 - 育児用粉乳・離乳食等の開発・製造・販売
- 八ヶ岳乳業株式会社 -（旧八ヶ岳雪印牛乳株式会社） 長野県の牛乳・乳製品等製造・販売
- 株式会社クレスコ
- チェスコ株式会社 - チーズ製品の輸入及び製造・販売
- 株式会社雪印パーラー - 軽食喫茶店・乳製品販売
- いばらく乳業株式会社（旧茨城雪印牛乳株式会社） - 雪印系の茨城県内の牛乳・乳製品製造
- みちのくミルク株式会社

### その他連結子会社
- 雪印種苗株式会社 - 飼料作物の生産販売、配合飼料の製造販売
- ホクレンくみあい・雪印飼料株式会社
- 甲南油脂株式会社
- 株式会社YBS - 雪印乳業系のビル管理会社
- 株式会社エスアイシステム
- ニチラク機械株式会社 - 雪印乳業系の製造施設の製造・販売
- 株式会社ロイヤルファーム
- 道東飼料株式会社
- 三和流通産業株式会社 - 日本ミルクコミュニティ系の関東における牛乳等の物流会社
- 直販配送株式会社
- 株式会社雪印こどもの国牧場 - こどもの国内にある牧場の管理運営
- 株式会社RFペンケル牧場
- 株式会社RF青森牧場

### 日本国外子会社
- 雪印オーストラリア有限会社
- 台湾雪印株式会社
- 雪印タイ株式会社

### 持分法適用関連会社
- 協同乳業株式会社 - 当社筆頭株主でもあるJA全農子会社
- イーエヌ大塚製薬株式会社 - 栄養剤・食品の研究・開発
- 北網運輸株式会社
- 日本ポート産業株式会社 - 神戸港における倉庫・物流
- 日本乳品貿易株式会社
- 株式会社アミノアップ - 研究・開発
- SBSフレック株式会社
- ルナ物産株式会社

## CM出演者
現在の出演者
- 松岡修造（毎日骨太MBP・MBPドリンク）
- MEGUMI（恵 megumi）
- YOU（恵 megumi）
- 本保佳音（6Pチーズ)
- おかずクラブ（6Pチーズ）
- 木南晴夏（ネオソフト）
- テツandトモ（乳酸菌ヘルベヨーグルト）

過去の出演者
- 本上まなみ（恵 megumi、旧日本ミルクコミュニティ時代から継続）
- 鈴木福（こんがり焼けるとろけるスライス、等）
- 橋本環奈（ネオソフト）
- LiLiCo（こんがり焼けるとろけるスライス）
- オダギリジョー（ボトラッテ）
- 向井理（恵 megumi）
- 香川照之（恵 megumi）

## スポンサー活動
- 雪印メグミルク杯全日本ジャンプ大会

毎年1月開催に行われるスキージャンプ大会で、協賛を務めるほか、同大会のテレビ中継番組（北海道放送製作、TBS系列全国放送）においても独占提供している。1958年の第1回から、前身である雪印乳業の協賛により開催されてきた。雪印メグミルクへの再編に伴い、2011年の第52回に「雪印杯全日本ジャンプ大会」から改称され、協賛を引き継いだ。

## 雪印メグミルクスキー部
1946年に雪印乳業の実業団チームとして創部。スキージャンプの強豪チーム。雪印メグミルクへの再編に伴い、「チーム雪印」から改称された。通称は「チーム雪印メグミルク」。

### 所属選手・スタッフ
- 選手
  - 伊東大貴（下川町出身、主将）
  - 栃本翔平（札幌市出身）
  - 清水礼留飛（新潟県妙高市出身）
  - 原田侑武（札幌市出身）
  - 小林潤志郎（岩手県八幡平市出身）
  - 佐藤幸椰（石狩市出身）
  - 佐藤慧一（下川町出身）
  - 工藤漱太（下川町出身）
- コーチ：岡部孝信（下川町出身）
- 監督：原田雅彦（上川町出身）
- 過去に所属していた選手
  - 梅崎慶大（長野県白馬村出身）
  - 遠藤友晃（札幌市出身）
  - 細山周作（余市町出身）
  - 渡瀬雄太（札幌市出身）
  - 伊藤謙司郎（下川町出身）